# Christian Fernández (futbolista)
Cristian Alberto Fernández (nacido el 11 de junio de 1989 en la Ciudad de Buenos Aires) fue un exfutbolista argentino profesional surgido de las divisiones menores del club Huracán, club en el cual debutó en 1.ª división. En Argentina, jugó en Grupo Universitario de Tandil, equipo del Torneo Argentino B, en Estudiantes de Santiago del Estero (liga Santiago del Estero y Federal C y en Concepción Fútbol Club de Tucumán (liga tucumana, Torneo Federal B y Torneo Federal A); en este último terminó su carrera en 2016.
| Club                              | País      | Año            |
| --------------------------------- | --------- | -------------- |
| Huracán                           | Argentina | 2008-2010      |
| Grupo Universitario de Tandil     | Argentina | 2010-2011      |
| Estudiantes (Santiago del Estero) | Argentina | 2011-2012      |
| Concepción Fútbol Club (Tucumán)  | Argentina | 2012-2014 2016 |